# Fosciandora
Fosciandora é uma comuna italiana da região da Toscana, província de Lucca, com cerca de 670 habitantes. Estende-se por uma área de 19 km², tendo uma densidade populacional de 35 hab/km². Faz fronteira com Barga, Castelnuovo di Garfagnana, Gallicano, Pieve Fosciana, Pievepelago (MO).

## Demografia
| Variação demográfica do município entre 1861 e 2011                               |
|                                                                                   |
| Fonte: Istituto Nazionale di Statistica (ISTAT) - Elaboração gráfica da Wikipedia |